# Bollingstedt

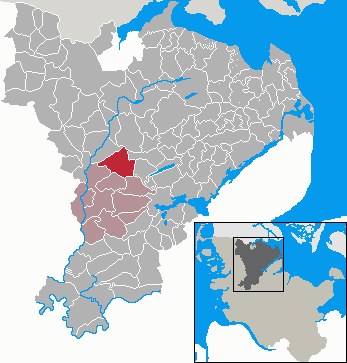
Localização de Bollingstedt dentro do estado de Schleswig-Holstein

Bollingstedt é um município da Alemanha, localizado no distrito de Schleswig-Flensburg, estado de Schleswig-Holstein.